# Vicent Vidal Miñana
Vicent Vidal Miñana (Beniarjó, la Safor, 1958 - 14 de novembre de 2017) va ser un cartellista saforenc.
Es va graduar en Arts Aplicades en l'especialitat de Dibuix Publicitari en l'Escola d'Arts Aplicades de València i es va llicenciar en Belles Arts.
Va realitzar molts cartells al llarg de la seva vida professional, com el de la Setmana Santa Marinera de València (any 2004), de la processó del Corpus Christi (any 1996), les falles (any 1999) o la Fira de juliol també de València (any 2002). També va ser el creador del cartell anunciador de les Festes d'Estiu a Sant Agustí de 2003 de Bocairent.
També d'altres obres gràfiques.
Va exercir com a professor de Dibuix i Disseny gràfic a l'Escola d'Art i Superior de Disseny de Castelló.